# Colonizzazione europea delle Americhe

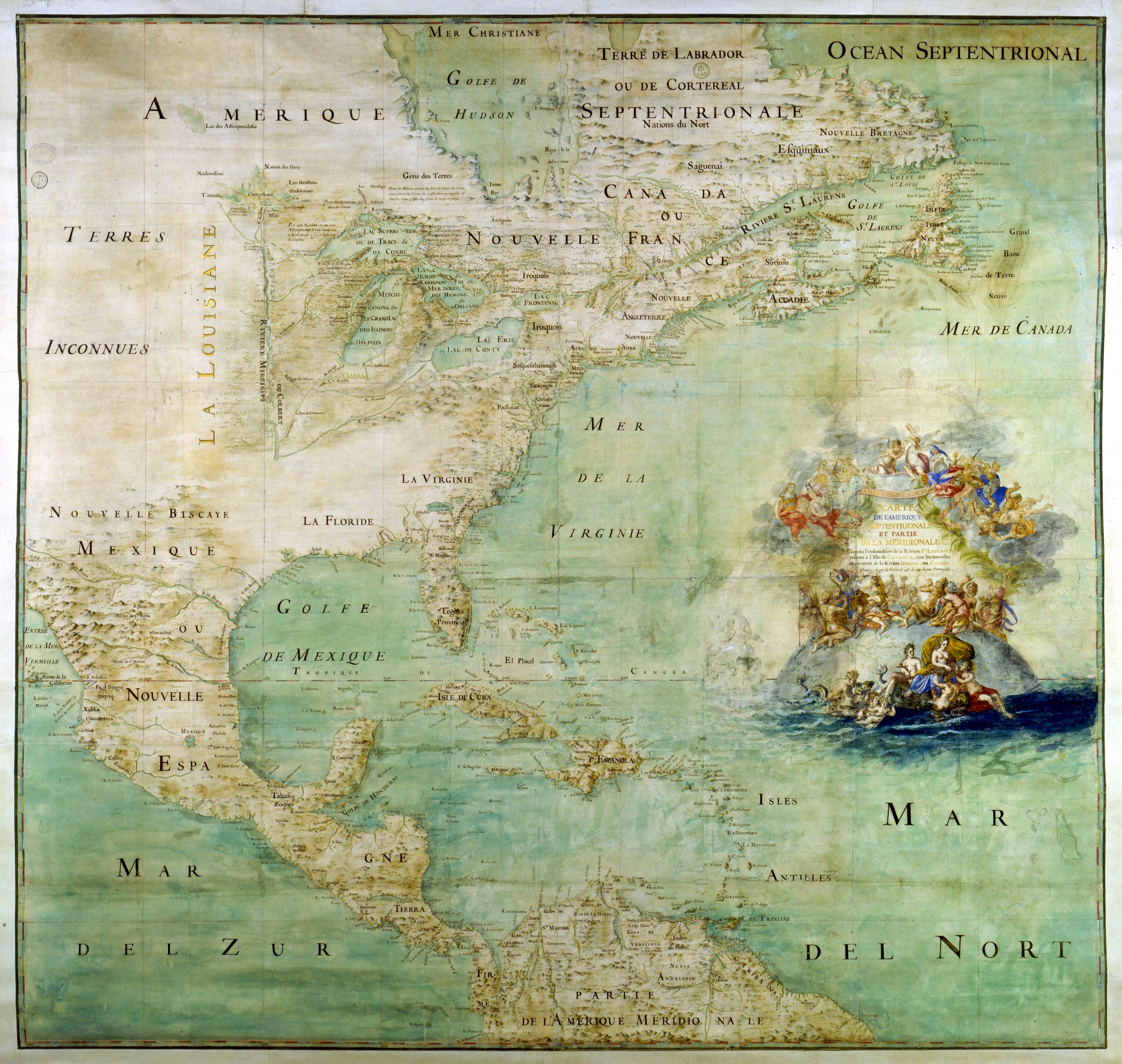
Carta dell'America settentrionale attribuita all'abate Bernou (circa 1681). La carta mostra i risultati delle spedizioni di padre Marquette e L. Jolliet (1673) e di Cavelier de la Salle nella valle del Mississippi. Vi si vede l'insediamento di tre forti costruiti nel 1679 e 1680: fort de Conty (presso le cascate del Niagara), fort des Miamis (a sud del lago Michigan), fort Crèvecoeur (sulla riva sinistra dell'Illinois). Il corso del Mississippi è raffigurato soltanto fino alla confluenza con l'Ohio.

La colonizzazione europea delle Americhe fu compiuta a partire dal 1492 da parte di vari Stati europei, principalmente Spagna, Paesi Bassi, Portogallo, Francia e Inghilterra. Il processo di colonizzazione, motivato da ragioni prettamente economiche, produsse la sistematica distruzione culturale, e in molti casi anche fisica, delle popolazioni locali nel corso dei secoli successivi. Secondo la mentalità dell'epoca, questo processo era inoltre giustificato con la necessità di una "missione civilizzatrice" verso i popoli nativi, spesso tramite la diffusione del cristianesimo nel "Nuovo Mondo". Utilizzando l'espressione "conquista delle Americhe", si pone l'accento sulle violenze commesse dai conquistadores in America meridionale e dai coloni inglesi in America settentrionale. In senso lato, si può dire che la colonizzazione europea delle Americhe finì solo nella seconda metà del secolo XIX con le guerre indiane e la conseguente conquista del Far West da parte degli statunitensi.
Nella storiografia contemporanea l'espressione "scoperta dell'America" non viene più utilizzata, in quanto corrisponde al punto di vista unicamente degli europei, senza tenere conto delle popolazioni che già abitavano il continente (discendenti di quelle che vi erano arrivate in epoca preistorica attraversando lo stretto di Bering allora ghiacciato). Molto probabilmente, inoltre, altri navigatori partiti dall'Europa erano riusciti a raggiungere il nuovo continente già prima del 1492, per quanto ciò non produsse conseguenze significative, al contrario dell'arrivo di Cristoforo Colombo. Secondo tale tesi, infatti, i primi europei a giungervi furono i vichinghi (Leif Ericsson, figlio del proscritto Eirik Raude), giunti intorno all'anno 1000 a Terranova, nell'odierno Canada, che venne chiamata Vinlandia (dall'antico norvegese vin, pianura e land, terra).

## I viaggi di Cristoforo Colombo e Amerigo Vespucci

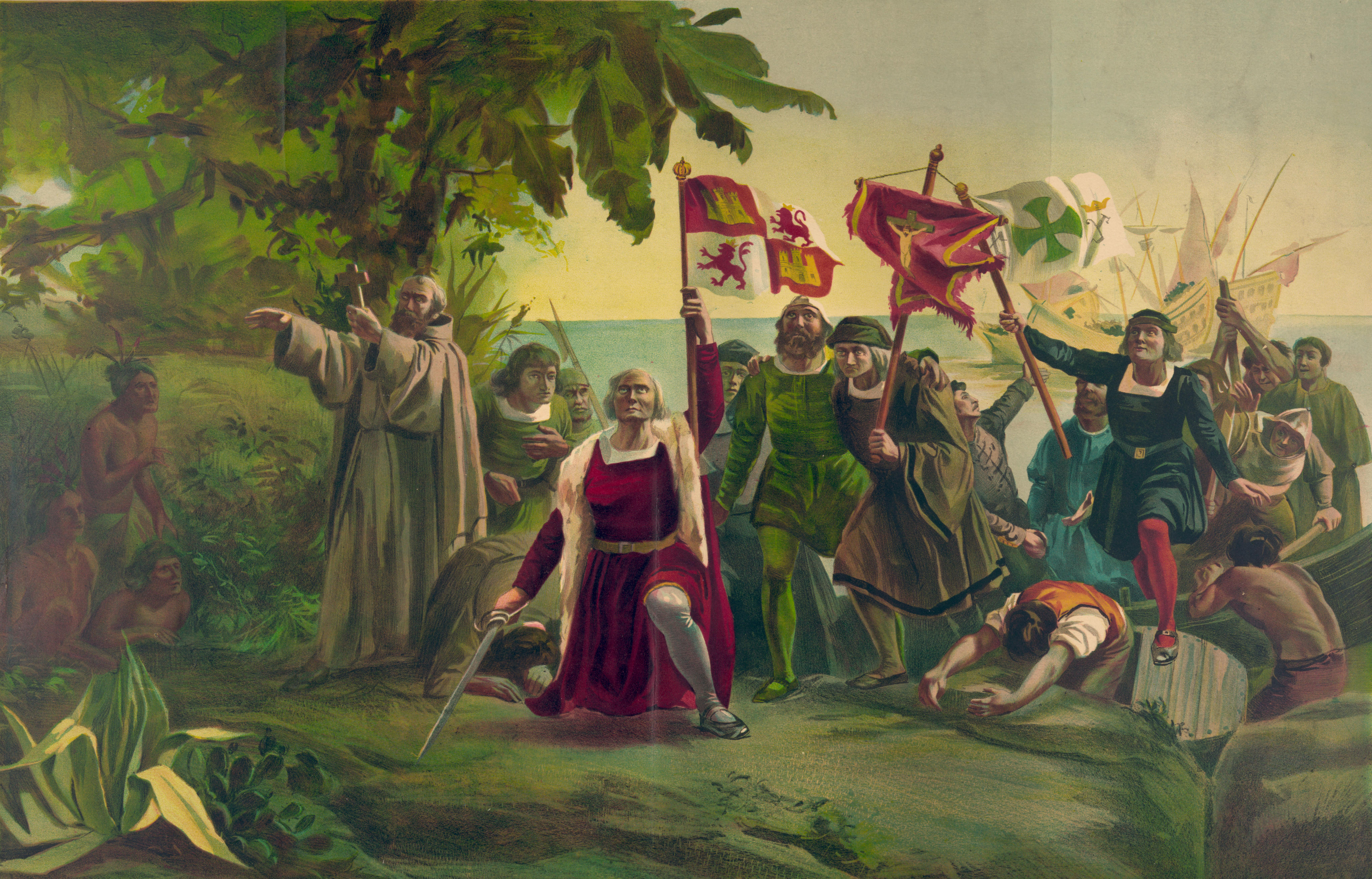
L'arrivo di Colombo a San Salvador

Con la conquista del regno di Granada (1492), l'ultimo territorio iberico ancora in mano ai musulmani, la Castiglia aveva libero accesso alle coste atlantiche, ma si trovava la costa africana e le isole atlantiche sbarrate dai portoghesi. Proprio per questo i sovrani Ferdinando II d'Aragona e Isabella I di Castiglia accettarono l'impresa proposta loro dal genovese Cristoforo Colombo. In realtà essa si basava su un errore di calcolo: Colombo era convinto che la circonferenza terrestre fosse molto minore di quanto non sia effettivamente e credeva di riuscire a raggiungere in tempi relativamente brevi l'Oriente descritto da Marco Polo, ovvero intendeva buscar el Levante por el Poniente.
Questo errore e l'aiuto dei venti alisei permisero a Cristoforo Colombo di scoprire il 12 ottobre 1492 e sbarcare il giorno seguente su una delle isole Lucaie, che venne battezzata San Salvador, per poi toccare altre isole tra cui l'isola Santa Maria, Grande Exuma, Grandi Antille, Haiti dopo settanta giorni di navigazione su tre piccole navi, la Niña, la Pinta e la Santa Maria. Da quel momento, quella parte di mondo divenne terra spagnola, almeno secondo la volontà di Colombo stesso che ne prese possesso, senza nessuna consultazione con gli abitanti, a nome dei reali di Spagna. Seguirono a questo altri quattro viaggi nel periodo tra il 1493 e il 1500, in cui Colombo continuò l'esplorazione dei Caraibi, raggiungendo a sud le foci dell'Orinoco e ad ovest Panama.
Il primo ad intuire, però, che quelle terre non erano l'Oriente ma un nuovo continente fu nel 1507 il fiorentino Amerigo Vespucci con le sue esplorazioni lungo le coste del Brasile e dell'Argentina. Amerigo Vespucci viaggiò inizialmente nel Nuovo Mondo nel 1497 e probabilmente toccò terra nell'attuale penisola della Guayira (Colombia). Ciò si deduce dalle sue lettere a Lorenzo di Pier Francesco de Medici sulla cultura degli indigeni nativi. 
Successivamente Vespucci viaggiò nel Nuovo Mondo nel 1499, insieme a Alonso de Ojeda e Juan de la Cosa, il famoso pilota di Cristoforo Colombo. 
In questo viaggio Vespucci esplorò le coste del Brasile e fu il primo europeo ad individuare l'estuario del Rio delle Amazzoni. Vespucci fece altri due viaggi nel Nuovo Mondo, nei quali esplorò le coste del Brasile e della Patagonia. 
Amerigo Vespucci intuì che il Nuovo Mondo era un continente separato dagli altri tre conosciuti, ed inviò delle lettere a Firenze dove esprimeva le sue convinzioni. Fu in seguito a queste lettere, interpretate da cosmografi europei, che il Nuovo Mondo fu battezzato America in onore di Amerigo Vespucci. Nel 1513 si ebbe la conferma che l'America era un nuovo continente. Infatti, il portoghese Vasco Núñez de Balboa attraversò via terra lo stretto di Panama e scoprì un nuovo oceano poi chiamato Pacifico per la tranquillità delle sue acque al momento della scoperta.

## La divisione del Nuovo Mondo
Nel 1493 il re Ferdinando d'Aragona ottenne dal papa Alessandro VI (1492-1503) una bolla pontificia, la Inter Caetera, che sanciva il possesso della Castiglia di tutte le terre scoperte e cristianizzate al di là di una linea teorica che si trovava a circa cento miglia marine dalle isole Azzorre e Capo Verde.
Nel 1494 però, i sovrani di Spagna dovettero accordarsi con il re del Portogallo Giovanni II con il trattato di Tordesillas che spostava la linea di demarcazione fra le rispettive aree di influenza ancora più ad occidente per altre ottocento miglia marine. Questa nuova linea dava al Portogallo le terre dell'attuale Brasile.

### Altri esploratori e colonizzatori
Dopo Cristoforo Colombo e Amerigo Vespucci altri esploratori inviati dalla corona spagnola ampliarono la conoscenza del Nuovo Mondo:
- Giovanni Caboto, inviato dall'Inghilterra, scoprì le coste della Nuova Scozia;
- Vicente Pinzón esplorò l'estuario del Rio delle Amazzoni;
- Pedro Álvares Cabral scoprì il Brasile (1500) prendendone possesso in nome della Corona portoghese;
- Juan Diaz de Solìs raggiunse nel 1506 la penisola dello Yucatán in Messico e nel 1516 l'estuario del Rio della Plata;
- Vasco Nuñez de Balboa attraversò l'istmo di Panama e arrivò nell'oceano Pacifico;
- Juan Ponce de León toccò nel 1515 le coste della Florida) e cercò a lungo la fonte dell'eterna giovinezza;
- Hernán Cortés fu il conquistatore del Messico;
- Sebastiano Caboto esplorò il Rio de la Plata e i suoi ufficiali esplorarono via terra la zona settentrionale dell'attuale Argentina;
- Pedro de Heredia fu il fondatore di Cartagena de Indias ma fu successivamente incriminato per torture e assassini nei confronti della popolazione indigena;
- Diego de Ordaz fu luogotenente di Hernán Cortés nella conquista del Messico, successivamente esplorò il Rio Orinoco alla ricerca dell'El Dorado;
- Francisco Pizarro fu il conquistatore del Perù;
- Gonzalo Jiménez de Quesada fu il conquistatore del dominio Muisca;
- Jacques Cartier esplorò (1536-1543) e prese possesso del Canada in nome della corona francese;
- Francisco de Orellana partì nel 1541 da Quito e arrivò sul Rio delle Amazzoni che discese fino alla fine nell'intento di cercare l'El Dorado.

## Periodo dei Conquistadores

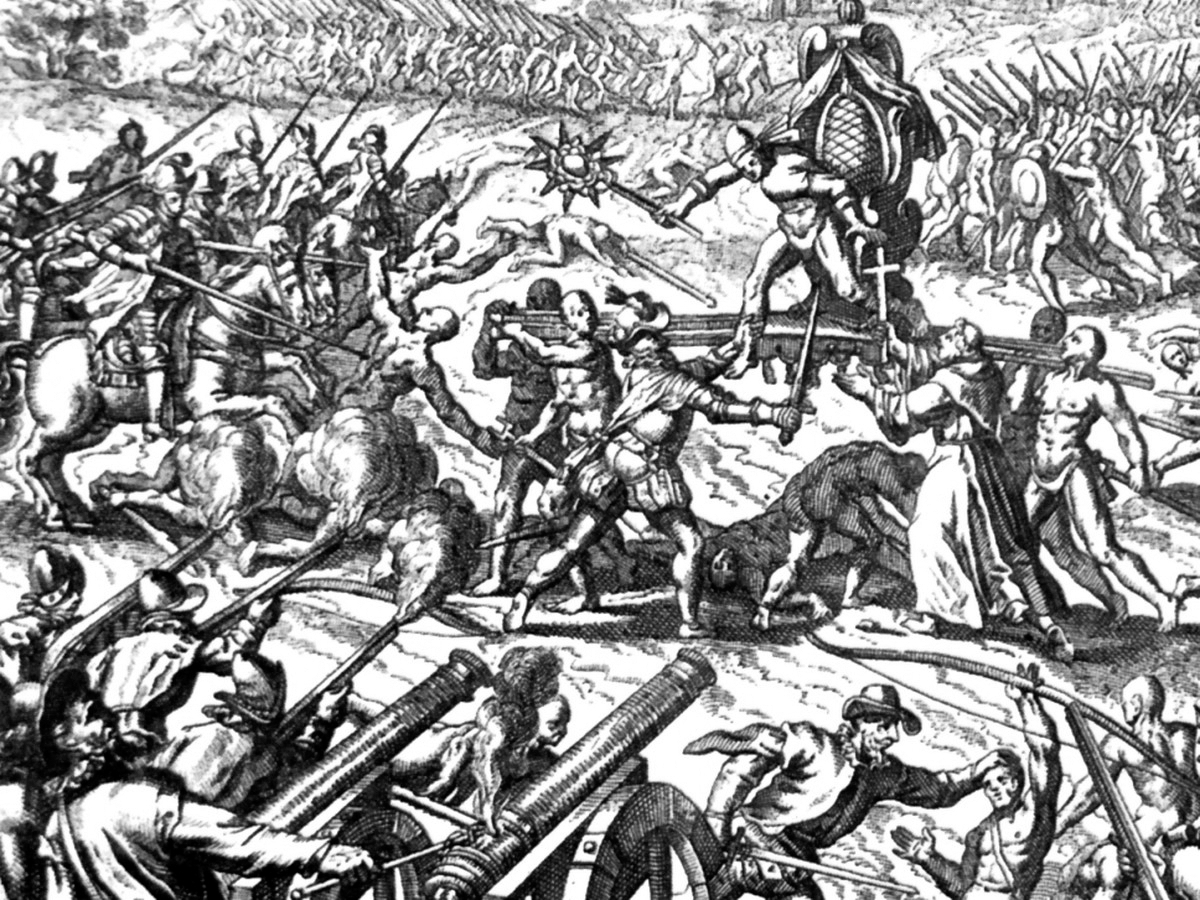
La battaglia di Cajamarca tra gli spagnoli di Francisco Pizarro e gli Inca di Atahualpa in un'incisione di Johann Theodor de Bry

Il periodo dei conquistadores va dal 1519 al 1560. Fino al 1519, i navigatori erano spinti in realtà dall'idea di raggiungere le Indie e di poter commerciare con l'Oriente, in special modo con le Isole delle Spezie (Molucche, oggi facenti parte dell'Indonesia). In seguito ai viaggi e alle intuizioni di Amerigo Vespucci fu chiaro che il Nuovo Mondo non era l'Asia ma un nuovo continente. 
Iniziò quindi una ricerca spasmodica di un passaggio che potesse comunicare l'oceano Atlantico con un altro mare da dove si potesse arrivare "facilmente" all'Asia. Vasco Nunez de Balboa fu il primo europeo ad individuare questo mare. Nel 1513 attraversò le montagne di Panama ed individuò un nuovo mare che chiamò "Mare del Sud". Si pensava ad un passaggio marittimo che permettesse di raggiungere il Mare del Sud: lo cercò Juan Dias de Solìs nel 1515, ma morì nel Rio della Plata attaccato da indigeni. La spedizione che ebbe fortuna nel trovare il passaggio marittimo fu quella di Ferdinando Magellano, che nel 1519 attraversò lo stretto che porta il suo nome, navigò nell'oceano Pacifico e giunse, finalmente, alle isole delle Spezie (Molucche). A partire dal 1519, quando fu chiaro che l'America oltre a essere un nuovo continente era separata dall'Asia da un immenso oceano, gli esploratori del Nuovo Mondo, furono spinti da altri motivi. Siccome gli indigeni americani facevano largo uso di monili in oro, si diffuse la leggenda che all'interno del continente americano vi fossero immense quantità d'oro e città fantastiche dove si viveva nell'abbondanza. Quando Hernán Cortés conquistò il Messico e Francisco Pizarro conquisto il Perù, entrambi si appropriarono di grandi quantità d'oro e la leggenda di una città nascosta all'interno del continente e pavimentata d'oro si ingrandì. 
La leggenda dell'"Indio Dorado", poi abbreviata in El Dorado, originatasi nella laguna di Guatavita nell'attuale Colombia, non fece altro che spingere altri uomini a cercare il mitico regno perduto o la leggendaria città d'oro. E così altri esploratori occuparono gran parte della loro vita a cercare l'El Dorado. Ad esempio, Diego de Ordaz risalì l'Orinoco alla ricerca della mitica città. Francisco de Orellana partecipò ad una spedizione capeggiata dal fratello di Francisco Pizarro, Gonzalo Pizarro, alla ricerca del "Pais de la canela y de El Dorado". Nella spedizione navigò lungo gran parte del corso del Rio delle Amazzoni. Francisco Vazquez de Coronado cercò a lungo le sette città di Cibola nel continente nord americano. 
Gonzalo Jimenéz de Quesada intraprese una lunga spedizione nel territorio del Meta (Colombia) alla ricerca dell'El Dorado. Lope de Aguirre cercò a lungo l'El Dorado in una spedizione capeggiata da Pedro de Ursua. Senza il mito eterno dell'El Dorado la colonizzazione delle Americhe si sarebbe svolta in altre forme e soprattutto con altri tempi. In questi viaggi di scoperta i vari esploratori fornirono importanti informazioni per i futuri colonizzatori, mapparono un intero continente, senza mai trovare l'El Dorado, la cui ricerca continua ancora oggi.

### I conquistadores
- Con lo sbarco di Hernán Cortés nel Messico iniziò la conquista dell'Impero Azteco
- Lo spagnolo Francisco Pizarro nel 1531 iniziò la conquista dell'Impero Inca.
- Negli anni successivi i conquistadores si divisero in bande armate intente a conquistare territori per un impero personale. Queste lotte ebbero fine quando la corona spagnola riuscì ad imporre il proprio predominio sulla regione.

I territori spagnoli del Nuovo Mondo furono organizzati secondo un sistema di tipo feudale. Ai conquistadores la corona spagnola concedeva appezzamenti di terra più o meno grandi (le encomiendas). Il feroce sfruttamento delle popolazioni native provocò un enorme crollo demografico. La conversione al Cristianesimo fu imposta inizialmente anche con l'uso della forza ma poi divenne, grazie alla favorevole accettazione della popolazione, una potente componente di integrazione sociale.
I conquistadores si organizzavano in bande armate per conquistare i territori ancora non colonizzati. Vennero ridotti in schiavitù moltissimi nativi e vennero utilizzate le ricchezze del loro territorio fertile e dal sottosuolo ricchissimo, favorendo di fatto lo sviluppo economico in tutta l'Europa, e non solo in Spagna e Portogallo. I maggiori sostenitori e beneficiari di questa politica di sfruttamento furono infatti il Regno Unito, gli Stati Uniti d'America e i Paesi Bassi. Sostanzialmente, i colonizzatori crearono un continente dal quale attingere oro, argento (utilizzando la manodopera dei nativi ridotti in schiavitù) e prodotti alimentari di monocolture (installate bruciando le foreste e le coltivazioni presenti prima dell'arrivo di Colombo). 
Uno dei motivi dell'arretratezza era il contrasto allo sviluppo industriale locale operato dalle potenze coloniali. Questa portava le colonie a vendere in Europa materie prime a prezzi bassissimi (ad esempio metalli e fibre tessili), per poi comprare prodotti lavorati (ad esempio armi, tessuti, attrezzature) dagli stessi paesi europei. La gran parte di tali ricchezze si riversavano, quindi, nei paesi produttori di tali beni.
Anche con la fine della schiavitù, nel 1888, la mortalità dei lavoratori era sempre altissima e le proprietà – terriere e non – erano tutte divise tra pochissime famiglie ricche. Di fatto era ancora più conveniente assumere con contratti temporanei tutti i disperati che non potevano trovare cibo che gestirli come schiavi.
La situazione politica delle Americhe nel 1750.
     Territori spagnoli
     Territori reclamati dagli spagnoli
     Territori portoghesi
     Territori francesi
     Territori britannici
     Territori francesi reclamati dai britannici
     Territori russi

## Colonizzazione dell'America centromeridionale
Inizialmente l'opera di colonizzazione da parte degli occidentali si concentrò nel Centro e Sud America. Questi territori furono ben presto mete di avventurieri europei alla ricerca di oro o di facili occasioni di arricchimento, attraverso il deliberato furto e l'asservimento delle popolazioni indigene. Visto però che i caraibici si adattavano male al lavoro servile delle miniere e delle piantagioni morendo in gran numero, il sovrano Ferdinando il Cattolico a partire dal 1510 autorizzò la tratta degli schiavi neri dall'Africa.

### Colonizzazione del Brasile
Anche i portoghesi effettuarono diversi viaggi di esplorazione entro i limiti indicati dal trattato di Tordesillas. Nel 1500 il comandante Pedro Álvares Cabral con la sua flotta di tredici navi giunse alle coste dell'attuale Brasile, ma non vi trovò grandi elementi di attrattiva; l'unico prodotto di un certo valore commerciale era il legno presente nella zona.
In Brasile i portoghesi realizzarono fattorie e porti fortificati lungo le rotte delle loro navi, non penetrando mai troppo all'interno; infatti, il commercio rimase nelle mani dei popoli indigeni del Brasile. La colonizzazione portoghese si basò soprattutto sulla concessione di grandi latifondi per la coltivazione della canna da zucchero. Il ristretto numero di portoghesi nelle colonie e la numerosa importazione di schiavi neri dall'Africa dette vita ad una società estremamente variegata, al cui interno erano presenti numerose culture diverse.

## Colonizzazione dell'America settentrionale
L'America del Nord, ovvero gli attuali Stati Uniti e Canada, furono colonizzati principalmente da inglesi e francesi, seppure in grande ritardo e con minore impegno finanziario e di uomini.
I primi tentativi di colonizzare l'America settentrionale non ebbero un grande successo, dato che i nativi americani non si adattavano minimamente ad essere assoggettati come manodopera e il clima non favoriva gli insediamenti. Dopo alcuni tentativi falliti, il primo insediamento inglese stabile fu costruito nell'odierna Virginia e prese il nome di Jamestown.
Gli inglesi partirono dalla costa più vicina all'Europa (la East Coast) respingendo progressivamente le popolazioni indigene verso ovest (il cosiddetto Far West). Non è un caso quindi che le due lingue più parlate siano l'inglese e secondariamente il francese in alcune zone del Canada. Negli Stati Uniti d'America, in ricordo del giorno in cui Colombo arrivò nelle Americhe, viene festeggiato il Columbus Day.

## Genocidio dei nativi americani
A partire dal 1492, gli europei che sbarcarono nelle Americhe trasportarono involontariamente i virus e i batteri di malattie come il vaiolo, l'influenza, la varicella ecc. Queste malattie erano pressoché inesistenti nelle Americhe; la maggioranza di questi virus e batteri era presente nei corpi degli animali da soma come cavalli, bovini o suini, che furono trasportati dagli Europei. Nel continente antico questi virus erano presenti da millenni, per cui le popolazioni di Europa, Asia e Africa avevano sviluppato anticorpi a queste malattie.
Nel Nuovo Mondo invece questi mammiferi non erano presenti e gli indigeni erano stati pressoché isolati dal continente antico per più di venti millenni. Il risultato fu un genocidio involontario: si stima che circa l'80% della popolazione indigena delle Americhe perì in un periodo di tempo che va dal 1492 al 1550. Circa un decimo dell'intera popolazione mondiale di allora (500 milioni circa) fu decimato dalle malattie. Questo è anche il motivo dell'inizio della tratta dei neri africani; i conquistadores, non avendo più lavoratori indigeni da sfruttare, importarono schiavi dall'Africa.